# Michael S. Engel
Michael S. Engel (Creve Coeur, Misuri, 24 de septiembre de 1971) es un paleontólogo y entomólogo estadounidense.
Ha realizado trabajo de campo en Asia Central, Asia Menor, y diversas regiones del Hemisferio Occidental.
Ha publicado más de 200 trabajos en revistas científicas especializadas. Estudió en la Universidad de Kansas donde recibió el título de Bachiller en Ciencias en Biología Celular y una Maestría en Química en 1993, posteriormente recibió en la Universidad de Cornell su Ph.D. en Entomología en 1998.
En 2006 se le otorgó la beca Guggenheim por su trabajo sobre paleontología de insectos.
Es Investigador Asociado en el Museo Americano de Historia Natural en Nueva York, miembro de la Sociedad linneana de Londres, Profesor Asociado en el Departamento de Ecología y Biología Evolutiva y Curador en la División de Entomología del Museo de Historia Natural de la Universidad de Kansas.
Ismael A. Hinojosa-Díaz y Daniel J. Bennett son dos de sus numerosos estudiantes de diversas partes del mundo.
Con David Grimaldi es coautor de "Evolución de los Insectos" (2005, Cambridge Universidad Press).

## Sistemática deApis
Trabajando en la sistemática del género Apis, Engel dio a conocer nuevas subespecies como Apis mellifera iberica, Apis mellifera sosimani, etc.

## Algunas publicaciones
- Engel, M.S. 2001. A monograph of the Baltic amber bees and evolution of the Apoidea (Hymenoptera). Bull. of the Am. Museum of Natural History 259: 1-192

- Engel, M.S. & Grimaldi, D.A. 2002. The first Mesozoic Zoraptera (Insecta). Am. Museum Novitates 3362: 1-20

- Engel, M.S. & Grimaldi, D.A. 2004. New light shed on the oldest insect. Nature 427: 627-630

- Engel, M.S., Davis, S.R. Prokop, J. 2013. Insect wings: The evolutionary developmental origins of Nature’s first flyers. In: Minelli, A., Boxshall, G. & Fusco, G. (eds.), Arthropod Biology and Evolution: Molecules, Development, Morphology: 269–298. Springer, Berlín

- Garrouste, R., Clément, G., Nel, P., Engel, M.S., Grandcolas, P., D’Haese, C., Lagebro, L., Denayer, J., Gueriau, P., Lafaite, P., Olive, S., Prestianni, C. Nel, A. 2012. A complete insect from the Late Devonian period. Nature 488: 82–85

- Grimaldi, D. & Engel, M.S. (2005). Evolution of the Insects. Cambridge Univ. Press. ISBN 0-521-82149-5.

- Gu, J., Montealegre-Z, F., Robert, D., Engel, M.S., Qiao, G. Ren, D. 2012. Wing stridulation in a Jurassic katydid (Insecta, Orthoptera) produced low-pitched musical calls to attract females. Proc. of the Nat. Acad. of Sci. 109: 3868–3873

- Huang, D., Engel, M.S., Cai, C., Wu, H. Nel, A. 2012. Diverse transitional giant fleas from the Mesozoic era of China. Nature 483: 201–204

- Huang, D., Nel, A., Cai, C., Lin, Q. Engel, M.S. 2013. Amphibious flies and paedomorphism in the Jurassic period. Nature 495: 94–97

- Krishna, K., Grimaldi, D.A., Krishna, V. Engel, M.S. 2013. Treatise on the Termites of the World. Bull. of the Am. Museum of Natural History 377: 1-2470

- Michez, D., Vanderplanck, M. Engel, M.S. 2012. Fossil bees and their plant associates. In: Patiny, S. (ed.) Evolution of Plant-Pollinator Relationships: 103-164. Cambridge Univ. Press, Cambridge

- Nel, A., Roques, P., Nel, P., Prokin, A.A., Bourgoin, T., Prokop, J., Szwedo, J., Azar, D., Desutter-Grandcolas, L., Wappler, T., Garrouste, R., Coty, D., Huang, D., Engel, M.S. Kirejtshuk, A.G. 2013. The earliest known holometabolous insects. Nature 503: 257–261

- Pérez-de la Fuente, R., Delclòs, X., Peñalver, E., Speranza, M., Wierzchos, J., Ascaso, C. Engel, M.S. 2012. Early evolution and ecology of camouflage in insects. Proc. of the Nat. Acad. of Sci. 109: 21414–21419

## Honores

### Eponimia
Especies y géneros
1. Lasioglossum (Dialictus) engeli Genaro, 2001 (abeja halictida de Cuba)
2. Braunsapis engeli Jobiraj, 2004 (pequeña abeja allodapina del sur de India)
3. † Cretostylops engeli Grimaldi & Kathirithamby, 2005 (el fósil más antiguo de Strepsiptera, de Myanmar)
4. † Sigmophlebia engeli Béthoux & Beckemeyer, 2007 (protorthopterano del Pérmico Temprano de Oklahoma)
5. Triepeolus engeli Rightmyer, 2008 (abeja epeoline de Texas)
6. † Archaeoellipes engeli Heads, 2010 (un grillo topo pigmeo del Mioceno Temprano de República Dominicana)
7. Anotylus engeli Makranczy, 2011 (un escarabajo corredor oxitelinido de Bolivia)
8. † Engellestes Nel & al. 2012 (genus de como un caballito del diablo odonato del Pérmico de Rusia)
9. Melitta engeli Michez, 2012 (abeja melitina de Kirguistán)